# Volta a la Comunitat Valenciana 2022
Volta a la Comunitat Valenciana 2022 var den 73. udgave af det spanske etapeløb Volta a la Comunitat Valenciana. Cykelløbets fem etaper blev afholdt fra 2. februar med start i Les Alqueries, til 6. februar 2022 med afslutning i Valencia. Løbet var en del af UCI ProSeries 2022. Det kvindelige éndagsløb Vuelta CV Feminas blev afviklet samme dag som 5. etape, og fulgte samme rute.
Løbets samlede vinder blev russiske Aleksandr Vlasov fra Bora-Hansgrohe.

## Etaperne
| Etape    | Dato    | Start – Mål                        | type          | Afstand (km) | Elevation (m) | Etapevinder      | Førende rytter   |
| -------- | ------- | ---------------------------------- | ------------- | ------------ | ------------- | ---------------- | ---------------- |
| 1. etape | 2. feb. | Les Alqueries – Torralba del Pinar | bjergetape    | 166,7        | 3.141 m       | Remco Evenepoel  | Remco Evenepoel  |
| 2. etape | 3. feb. | Bétera – Torrent                   | kuperet etape | 172,1        | 2.408 m       | Fabio Jakobsen   | Remco Evenepoel  |
| 3. etape | 4. feb. | Alicante – Maigmó                  | bjergetape    | 155,1        | 3.616 m       | Aleksandr Vlasov | Aleksandr Vlasov |
| 4. etape | 5. feb. | Orihuela – Torrevieja              | flad etape    | 193,1        | 1.236 m       | Matteo Moschetti | Aleksandr Vlasov |
| 5. etape | 6. feb. | Paterna – Valencia                 | flad etape    | 92           | 706 m         | Fabio Jakobsen   | Aleksandr Vlasov |

### 1. etape
| Les Alqueries - Torralba del Pinar | bjergetape | (166,7 km) |

| \| Etaperesultat \| Etaperesultat \| Etaperesultat \| Etaperesultat \| Etaperesultat \| \| Rytter \| Rytter \| Hold \| Tid \| \| \| ------------- \| ------------------ \| ---------------------- \| ------------- \| ------------- \| \| 1. \| Remco Evenepoel \| Quick-Step Alpha Vinyl \| 4t 16' 32" \| \| \| 2. \| Aleksandr Vlasov \| Bora-Hansgrohe \| + 16" \| \| \| 3. \| Carlos Rodríguez \| Ineos Grenadiers \| + 31" \| \| \| 4. \| Enric Mas \| Movistar Team \| + 32" \| \| \| 5. \| Luis León Sánchez \| Bahrain Victorious \| + 32" \| \| \| 6. \| Antwan Tolhoek \| Trek-Segafredo \| + 32" \| \| \| 7. \| Alejandro Valverde \| Movistar Team \| + 32" \| \| \| 8. \| Jakob Fuglsang \| Israel-Premier Tech \| + 32" \| \| \| 9. \| Matej Mohorič \| Bahrain Victorious \| + 42" \| \| \| 10. \| David de la Cruz \| Astana Qazaqstan Team \| + 53" \| \| |                    |                        |            |
| |                    |                        |            |
| Kilde: ProCyclingStats |                    |                        |            |
| Etaperesultat |                    |                        |            |
| Rytter | Rytter             | Hold                   | Tid        |
| 1. | Remco Evenepoel    | Quick-Step Alpha Vinyl | 4t 16' 32" |
| 2. | Aleksandr Vlasov   | Bora-Hansgrohe         | + 16"      |
| 3. | Carlos Rodríguez   | Ineos Grenadiers       | + 31"      |
| 4. | Enric Mas          | Movistar Team          | + 32"      |
| 5. | Luis León Sánchez  | Bahrain Victorious     | + 32"      |
| 6. | Antwan Tolhoek     | Trek-Segafredo         | + 32"      |
| 7. | Alejandro Valverde | Movistar Team          | + 32"      |
| 8. | Jakob Fuglsang     | Israel-Premier Tech    | + 32"      |
| 9. | Matej Mohorič      | Bahrain Victorious     | + 42"      |
| 10. | David de la Cruz   | Astana Qazaqstan Team  | + 53"      |

| \| Samlede stilling \| Samlede stilling \| Samlede stilling \| Samlede stilling \| Samlede stilling \| \| Rytter \| Rytter \| Hold \| Tid \| \| \| ---------------- \| ------------------ \| ---------------------- \| ---------------- \| ---------------- \| \| 1. \| Remco Evenepoel \| Quick-Step Alpha Vinyl \| 4t 16' 22" \| \| \| 2. \| Aleksandr Vlasov \| Bora-Hansgrohe \| + 19" \| \| \| 3. \| Carlos Rodríguez \| Ineos Grenadiers \| + 37" \| \| \| 4. \| Enric Mas \| Movistar Team \| + 42" \| \| \| 5. \| Luis León Sánchez \| Bahrain Victorious \| + 42" \| \| \| 6. \| Antwan Tolhoek \| Trek-Segafredo \| + 42" \| \| \| 7. \| Alejandro Valverde \| Movistar Team \| + 42" \| \| \| 8. \| Jakob Fuglsang \| Israel-Premier Tech \| + 42" \| \| \| 9. \| Matej Mohorič \| Bahrain Victorious \| + 48" \| \| \| 10. \| David de la Cruz \| Astana Qazaqstan Team \| + 1' 03" \| \| |                    |                        |            |
| |                    |                        |            |
| Kilde: ProCyclingStats |                    |                        |            |
| Samlede stilling |                    |                        |            |
| Rytter | Rytter             | Hold                   | Tid        |
| 1. | Remco Evenepoel    | Quick-Step Alpha Vinyl | 4t 16' 22" |
| 2. | Aleksandr Vlasov   | Bora-Hansgrohe         | + 19"      |
| 3. | Carlos Rodríguez   | Ineos Grenadiers       | + 37"      |
| 4. | Enric Mas          | Movistar Team          | + 42"      |
| 5. | Luis León Sánchez  | Bahrain Victorious     | + 42"      |
| 6. | Antwan Tolhoek     | Trek-Segafredo         | + 42"      |
| 7. | Alejandro Valverde | Movistar Team          | + 42"      |
| 8. | Jakob Fuglsang     | Israel-Premier Tech    | + 42"      |
| 9. | Matej Mohorič      | Bahrain Victorious     | + 48"      |
| 10. | David de la Cruz   | Astana Qazaqstan Team  | + 1' 03"   |

### 2. etape
| Bétera - Torrent | kuperet etape | (172,1 km) |

| \| Etaperesultat \| Etaperesultat \| Etaperesultat \| Etaperesultat \| Etaperesultat \| \| Rytter \| Rytter \| Hold \| Tid \| \| \| ------------- \| ------------------ \| ---------------------------------- \| ------------- \| ------------- \| \| 1. \| Fabio Jakobsen \| Quick-Step Alpha Vinyl \| 4t 09' 51" \| \| \| 2. \| Sebastián Molano \| UAE Team Emirates \| + 0" \| \| \| 3. \| Elia Viviani \| Ineos Grenadiers \| + 0" \| \| \| 4. \| Matej Mohorič \| Bahrain Victorious \| + 0" \| \| \| 5. \| Alexander Kristoff \| Intermarché-Wanty-Gobert Matériaux \| + 0" \| \| \| 6. \| Luca Mozzato \| B&B Hotels-KTM \| + 0" \| \| \| 7. \| Remco Evenepoel \| Quick-Step Alpha Vinyl \| + 0" \| \| \| 8. \| Andrea Pasqualon \| Intermarché-Wanty-Gobert Matériaux \| + 0" \| \| \| 9. \| Laurenz Rex \| Bingoal Pauwels Sauces WB \| + 0" \| \| \| 10. \| Jesús Ezquerra \| Burgos-BH \| + 0" \| \| |                    |                                    |            |
| |                    |                                    |            |
| Kilde: ProCyclingStats |                    |                                    |            |
| Etaperesultat |                    |                                    |            |
| Rytter | Rytter             | Hold                               | Tid        |
| 1. | Fabio Jakobsen     | Quick-Step Alpha Vinyl             | 4t 09' 51" |
| 2. | Sebastián Molano   | UAE Team Emirates                  | + 0"       |
| 3. | Elia Viviani       | Ineos Grenadiers                   | + 0"       |
| 4. | Matej Mohorič      | Bahrain Victorious                 | + 0"       |
| 5. | Alexander Kristoff | Intermarché-Wanty-Gobert Matériaux | + 0"       |
| 6. | Luca Mozzato       | B&B Hotels-KTM                     | + 0"       |
| 7. | Remco Evenepoel    | Quick-Step Alpha Vinyl             | + 0"       |
| 8. | Andrea Pasqualon   | Intermarché-Wanty-Gobert Matériaux | + 0"       |
| 9. | Laurenz Rex        | Bingoal Pauwels Sauces WB          | + 0"       |
| 10. | Jesús Ezquerra     | Burgos-BH                          | + 0"       |

| \| Samlede stilling \| Samlede stilling \| Samlede stilling \| Samlede stilling \| Samlede stilling \| \| Rytter \| Rytter \| Hold \| Tid \| \| \| ---------------- \| ------------------ \| ---------------------- \| ---------------- \| ---------------- \| \| 1. \| Remco Evenepoel \| Quick-Step Alpha Vinyl \| 8t 26' 13" \| \| \| 2. \| Aleksandr Vlasov \| Bora-Hansgrohe \| + 19" \| \| \| 3. \| Carlos Rodríguez \| Ineos Grenadiers \| + 37" \| \| \| 4. \| Luis León Sánchez \| Bahrain Victorious \| + 42" \| \| \| 5. \| Enric Mas \| Movistar Team \| + 42" \| \| \| 6. \| Alejandro Valverde \| Movistar Team \| + 42" \| \| \| 7. \| Jakob Fuglsang \| Israel-Premier Tech \| + 42" \| \| \| 8. \| Antwan Tolhoek \| Trek-Segafredo \| + 42" \| \| \| 9. \| Matej Mohorič \| Bahrain Victorious \| + 48" \| \| \| 10. \| Juan Ayuso \| UAE Team Emirates \| + 1' 14" \| \| |                    |                        |            |
| |                    |                        |            |
| Kilde: ProCyclingStats |                    |                        |            |
| Samlede stilling |                    |                        |            |
| Rytter | Rytter             | Hold                   | Tid        |
| 1. | Remco Evenepoel    | Quick-Step Alpha Vinyl | 8t 26' 13" |
| 2. | Aleksandr Vlasov   | Bora-Hansgrohe         | + 19"      |
| 3. | Carlos Rodríguez   | Ineos Grenadiers       | + 37"      |
| 4. | Luis León Sánchez  | Bahrain Victorious     | + 42"      |
| 5. | Enric Mas          | Movistar Team          | + 42"      |
| 6. | Alejandro Valverde | Movistar Team          | + 42"      |
| 7. | Jakob Fuglsang     | Israel-Premier Tech    | + 42"      |
| 8. | Antwan Tolhoek     | Trek-Segafredo         | + 42"      |
| 9. | Matej Mohorič      | Bahrain Victorious     | + 48"      |
| 10. | Juan Ayuso         | UAE Team Emirates      | + 1' 14"   |

### 3. etape
| Alicante - Maigmó | bjergetape | (155,1 km) |

| \| Etaperesultat \| Etaperesultat \| Etaperesultat \| Etaperesultat \| Etaperesultat \| \| Rytter \| Rytter \| Hold \| Tid \| \| \| ------------- \| ------------------ \| ---------------------- \| ------------- \| ------------- \| \| 1. \| Aleksandr Vlasov \| Bora-Hansgrohe \| 4t 02' 17" \| \| \| 2. \| Carlos Rodríguez \| Ineos Grenadiers \| + 14" \| \| \| 3. \| Enric Mas \| Movistar Team \| + 21" \| \| \| 4. \| Pello Bilbao \| Bahrain Victorious \| + 29" \| \| \| 5. \| Alejandro Valverde \| Movistar Team \| + 29" \| \| \| 6. \| Jakob Fuglsang \| Israel-Premier Tech \| + 32" \| \| \| 7. \| Giulio Ciccone \| Trek-Segafredo \| + 35" \| \| \| 8. \| Remco Evenepoel \| Quick-Step Alpha Vinyl \| + 41" \| \| \| 9. \| Luis León Sánchez \| Bahrain Victorious \| + 41" \| \| \| 10. \| David de la Cruz \| Astana Qazaqstan Team \| + 50" \| \| |                    |                        |            |
| |                    |                        |            |
| Kilde: ProCyclingStats |                    |                        |            |
| Etaperesultat |                    |                        |            |
| Rytter | Rytter             | Hold                   | Tid        |
| 1. | Aleksandr Vlasov   | Bora-Hansgrohe         | 4t 02' 17" |
| 2. | Carlos Rodríguez   | Ineos Grenadiers       | + 14"      |
| 3. | Enric Mas          | Movistar Team          | + 21"      |
| 4. | Pello Bilbao       | Bahrain Victorious     | + 29"      |
| 5. | Alejandro Valverde | Movistar Team          | + 29"      |
| 6. | Jakob Fuglsang     | Israel-Premier Tech    | + 32"      |
| 7. | Giulio Ciccone     | Trek-Segafredo         | + 35"      |
| 8. | Remco Evenepoel    | Quick-Step Alpha Vinyl | + 41"      |
| 9. | Luis León Sánchez  | Bahrain Victorious     | + 41"      |
| 10. | David de la Cruz   | Astana Qazaqstan Team  | + 50"      |

| \| Samlede stilling \| Samlede stilling \| Samlede stilling \| Samlede stilling \| Samlede stilling \| \| Rytter \| Rytter \| Hold \| Tid \| \| \| ---------------- \| ------------------ \| ---------------------- \| ---------------- \| ---------------- \| \| 1. \| Aleksandr Vlasov \| Bora-Hansgrohe \| 12t 28' 39" \| \| \| 2. \| Remco Evenepoel \| Quick-Step Alpha Vinyl \| + 32" \| \| \| 3. \| Carlos Rodríguez \| Ineos Grenadiers \| + 36" \| \| \| 4. \| Enric Mas \| Movistar Team \| + 50" \| \| \| 5. \| Alejandro Valverde \| Movistar Team \| + 1' 02" \| \| \| 6. \| Jakob Fuglsang \| Israel-Premier Tech \| + 1' 05" \| \| \| 7. \| Luis León Sánchez \| Bahrain Victorious \| + 1' 14" \| \| \| 8. \| Giulio Ciccone \| Trek-Segafredo \| + 2' 00" \| \| \| 9. \| Pavel Sivakov \| Ineos Grenadiers \| + 2' 05" \| \| \| 10. \| David de la Cruz \| Astana Qazaqstan Team \| + 2' 28" \| \| |                    |                        |             |
| |                    |                        |             |
| Kilde: ProCyclingStats |                    |                        |             |
| Samlede stilling |                    |                        |             |
| Rytter | Rytter             | Hold                   | Tid         |
| 1. | Aleksandr Vlasov   | Bora-Hansgrohe         | 12t 28' 39" |
| 2. | Remco Evenepoel    | Quick-Step Alpha Vinyl | + 32"       |
| 3. | Carlos Rodríguez   | Ineos Grenadiers       | + 36"       |
| 4. | Enric Mas          | Movistar Team          | + 50"       |
| 5. | Alejandro Valverde | Movistar Team          | + 1' 02"    |
| 6. | Jakob Fuglsang     | Israel-Premier Tech    | + 1' 05"    |
| 7. | Luis León Sánchez  | Bahrain Victorious     | + 1' 14"    |
| 8. | Giulio Ciccone     | Trek-Segafredo         | + 2' 00"    |
| 9. | Pavel Sivakov      | Ineos Grenadiers       | + 2' 05"    |
| 10. | David de la Cruz   | Astana Qazaqstan Team  | + 2' 28"    |

### 4. etape
| Orihuela - Torrevieja | flad etape | (193,1 km) |

| \| Etaperesultat \| Etaperesultat \| Etaperesultat \| Etaperesultat \| Etaperesultat \| \| Rytter \| Rytter \| Hold \| Tid \| \| \| ------------- \| --------------------- \| ---------------------------------- \| ------------- \| ------------- \| \| 1. \| Matteo Moschetti \| Trek-Segafredo \| 4t 32' 17" \| \| \| 2. \| Manuel Peñalver \| Burgos-BH \| + 0" \| \| \| 3. \| Alexander Kristoff \| Intermarché-Wanty-Gobert Matériaux \| + 0" \| \| \| 4. \| Elia Viviani \| Ineos Grenadiers \| + 0" \| \| \| 5. \| Fabio Jakobsen \| Quick-Step Alpha Vinyl \| + 0" \| \| \| 6. \| Stanisław Aniołkowski \| Bingoal Pauwels Sauces WB \| + 0" \| \| \| 7. \| Sebastián Molano \| UAE Team Emirates \| + 0" \| \| \| 8. \| Timothy Dupont \| Bingoal Pauwels Sauces WB \| + 0" \| \| \| 9. \| Matej Mohorič \| Bahrain Victorious \| + 0" \| \| \| 10. \| Luca Mozzato \| B&B Hotels-KTM \| + 0" \| \| |                       |                                    |            |
| |                       |                                    |            |
| Kilde: ProCyclingStats |                       |                                    |            |
| Etaperesultat |                       |                                    |            |
| Rytter | Rytter                | Hold                               | Tid        |
| 1. | Matteo Moschetti      | Trek-Segafredo                     | 4t 32' 17" |
| 2. | Manuel Peñalver       | Burgos-BH                          | + 0"       |
| 3. | Alexander Kristoff    | Intermarché-Wanty-Gobert Matériaux | + 0"       |
| 4. | Elia Viviani          | Ineos Grenadiers                   | + 0"       |
| 5. | Fabio Jakobsen        | Quick-Step Alpha Vinyl             | + 0"       |
| 6. | Stanisław Aniołkowski | Bingoal Pauwels Sauces WB          | + 0"       |
| 7. | Sebastián Molano      | UAE Team Emirates                  | + 0"       |
| 8. | Timothy Dupont        | Bingoal Pauwels Sauces WB          | + 0"       |
| 9. | Matej Mohorič         | Bahrain Victorious                 | + 0"       |
| 10. | Luca Mozzato          | B&B Hotels-KTM                     | + 0"       |

| \| Samlede stilling \| Samlede stilling \| Samlede stilling \| Samlede stilling \| Samlede stilling \| \| Rytter \| Rytter \| Hold \| Tid \| \| \| ---------------- \| ------------------ \| ---------------------- \| ---------------- \| ---------------- \| \| 1. \| Aleksandr Vlasov \| Bora-Hansgrohe \| 17t 00' 56" \| \| \| 2. \| Remco Evenepoel \| Quick-Step Alpha Vinyl \| + 32" \| \| \| 3. \| Carlos Rodríguez \| Ineos Grenadiers \| + 36" \| \| \| 4. \| Enric Mas \| Movistar Team \| + 50" \| \| \| 5. \| Alejandro Valverde \| Movistar Team \| + 1' 02" \| \| \| 6. \| Jakob Fuglsang \| Israel-Premier Tech \| + 1' 05" \| \| \| 7. \| Luis León Sánchez \| Bahrain Victorious \| + 1' 14" \| \| \| 8. \| Giulio Ciccone \| Trek-Segafredo \| + 2' 00" \| \| \| 9. \| Pavel Sivakov \| Ineos Grenadiers \| + 2' 05" \| \| \| 10. \| David de la Cruz \| Astana Qazaqstan Team \| + 2' 28" \| \| |                    |                        |             |
| |                    |                        |             |
| Kilde: ProCyclingStats |                    |                        |             |
| Samlede stilling |                    |                        |             |
| Rytter | Rytter             | Hold                   | Tid         |
| 1. | Aleksandr Vlasov   | Bora-Hansgrohe         | 17t 00' 56" |
| 2. | Remco Evenepoel    | Quick-Step Alpha Vinyl | + 32"       |
| 3. | Carlos Rodríguez   | Ineos Grenadiers       | + 36"       |
| 4. | Enric Mas          | Movistar Team          | + 50"       |
| 5. | Alejandro Valverde | Movistar Team          | + 1' 02"    |
| 6. | Jakob Fuglsang     | Israel-Premier Tech    | + 1' 05"    |
| 7. | Luis León Sánchez  | Bahrain Victorious     | + 1' 14"    |
| 8. | Giulio Ciccone     | Trek-Segafredo         | + 2' 00"    |
| 9. | Pavel Sivakov      | Ineos Grenadiers       | + 2' 05"    |
| 10. | David de la Cruz   | Astana Qazaqstan Team  | + 2' 28"    |

### 5. etape
| Paterna - Valencia | flad etape | (92 km) |

| \| Etaperesultat \| Etaperesultat \| Etaperesultat \| Etaperesultat \| Etaperesultat \| \| Rytter \| Rytter \| Hold \| Tid \| \| \| ------------- \| --------------------- \| ---------------------------------- \| ------------- \| ------------- \| \| 1. \| Fabio Jakobsen \| Quick-Step Alpha Vinyl \| 1t 55' 49" \| \| \| 2. \| Elia Viviani \| Ineos Grenadiers \| + 0" \| \| \| 3. \| Alexander Kristoff \| Intermarché-Wanty-Gobert Matériaux \| + 0" \| \| \| 4. \| Timothy Dupont \| Bingoal Pauwels Sauces WB \| + 0" \| \| \| 5. \| Stanisław Aniołkowski \| Bingoal Pauwels Sauces WB \| + 0" \| \| \| 6. \| Matteo Trentin \| UAE Team Emirates \| + 0" \| \| \| 7. \| Manuel Peñalver \| Burgos-BH \| + 0" \| \| \| 8. \| Sebastián Molano \| UAE Team Emirates \| + 0" \| \| \| 9. \| Fernando Barceló \| Caja Rural-Seguros RGA \| + 0" \| \| \| 10. \| Michael Mørkøv \| Quick-Step Alpha Vinyl \| + 0" \| \| |                       |                                    |            |
| |                       |                                    |            |
| Kilde: ProCyclingStats |                       |                                    |            |
| Etaperesultat |                       |                                    |            |
| Rytter | Rytter                | Hold                               | Tid        |
| 1. | Fabio Jakobsen        | Quick-Step Alpha Vinyl             | 1t 55' 49" |
| 2. | Elia Viviani          | Ineos Grenadiers                   | + 0"       |
| 3. | Alexander Kristoff    | Intermarché-Wanty-Gobert Matériaux | + 0"       |
| 4. | Timothy Dupont        | Bingoal Pauwels Sauces WB          | + 0"       |
| 5. | Stanisław Aniołkowski | Bingoal Pauwels Sauces WB          | + 0"       |
| 6. | Matteo Trentin        | UAE Team Emirates                  | + 0"       |
| 7. | Manuel Peñalver       | Burgos-BH                          | + 0"       |
| 8. | Sebastián Molano      | UAE Team Emirates                  | + 0"       |
| 9. | Fernando Barceló      | Caja Rural-Seguros RGA             | + 0"       |
| 10. | Michael Mørkøv        | Quick-Step Alpha Vinyl             | + 0"       |

## Resultater
| \| Samlede stilling \| Samlede stilling \| Samlede stilling \| Samlede stilling \| Samlede stilling \| \| Rytter \| Rytter \| Hold \| Tid \| \| \| ---------------- \| ------------------ \| ---------------------- \| ---------------- \| ---------------- \| \| 1. \| Aleksandr Vlasov \| Bora-Hansgrohe \| 18t 56' 45" \| \| \| 2. \| Remco Evenepoel \| Quick-Step Alpha Vinyl \| + 32" \| \| \| 3. \| Carlos Rodríguez \| Ineos Grenadiers \| + 36" \| \| \| 4. \| Enric Mas \| Movistar Team \| + 50" \| \| \| 5. \| Alejandro Valverde \| Movistar Team \| + 1' 02" \| \| \| 6. \| Jakob Fuglsang \| Israel-Premier Tech \| + 1' 05" \| \| \| 7. \| Luis León Sánchez \| Bahrain Victorious \| + 1' 14" \| \| \| 8. \| Giulio Ciccone \| Trek-Segafredo \| + 2' 00" \| \| \| 9. \| Pavel Sivakov \| Ineos Grenadiers \| + 2' 05" \| \| \| 10. \| David de la Cruz \| Astana Qazaqstan Team \| + 2' 28" \| \| |                    |                        |             |
| |                    |                        |             |
| Kilde: ProCyclingStats |                    |                        |             |
| Samlede stilling |                    |                        |             |
| Rytter | Rytter             | Hold                   | Tid         |
| 1. | Aleksandr Vlasov   | Bora-Hansgrohe         | 18t 56' 45" |
| 2. | Remco Evenepoel    | Quick-Step Alpha Vinyl | + 32"       |
| 3. | Carlos Rodríguez   | Ineos Grenadiers       | + 36"       |
| 4. | Enric Mas          | Movistar Team          | + 50"       |
| 5. | Alejandro Valverde | Movistar Team          | + 1' 02"    |
| 6. | Jakob Fuglsang     | Israel-Premier Tech    | + 1' 05"    |
| 7. | Luis León Sánchez  | Bahrain Victorious     | + 1' 14"    |
| 8. | Giulio Ciccone     | Trek-Segafredo         | + 2' 00"    |
| 9. | Pavel Sivakov      | Ineos Grenadiers       | + 2' 05"    |
| 10. | David de la Cruz   | Astana Qazaqstan Team  | + 2' 28"    |

| Samlede stilling | Samlede stilling   | Samlede stilling       | Samlede stilling | Samlede stilling |
| Rytter           | Rytter             | Hold                   | Tid              |                  |
| ---------------- | ------------------ | ---------------------- | ---------------- | ---------------- |
| 1.               | Aleksandr Vlasov   | Bora-Hansgrohe         | 18t 56' 45"      |                  |
| 2.               | Remco Evenepoel    | Quick-Step Alpha Vinyl | + 32"            |                  |
| 3.               | Carlos Rodríguez   | Ineos Grenadiers       | + 36"            |                  |
| 4.               | Enric Mas          | Movistar Team          | + 50"            |                  |
| 5.               | Alejandro Valverde | Movistar Team          | + 1' 02"         |                  |
| 6.               | Jakob Fuglsang     | Israel-Premier Tech    | + 1' 05"         |                  |
| 7.               | Luis León Sánchez  | Bahrain Victorious     | + 1' 14"         |                  |
| 8.               | Giulio Ciccone     | Trek-Segafredo         | + 2' 00"         |                  |
| 9.               | Pavel Sivakov      | Ineos Grenadiers       | + 2' 05"         |                  |
| 10.              | David de la Cruz   | Astana Qazaqstan Team  | + 2' 28"         |                  |

| Bjergkonkurrence | Bjergkonkurrence  | Bjergkonkurrence                   | Bjergkonkurrence | Bjergkonkurrence |
| Rytter           | Rytter            | Hold                               | Point            |                  |
| ---------------- | ----------------- | ---------------------------------- | ---------------- | ---------------- |
| 1.               | Ben King          | Human Powered Health               | 30 point         |                  |
| 2.               | Aleksandr Vlasov  | Bora-Hansgrohe                     | 14 point         |                  |
| 3.               | Jan Tratnik       | Bahrain Victorious                 | 10 point         |                  |
| 4.               | Remco Evenepoel   | Quick-Step Alpha Vinyl             | 8 point          |                  |
| 5.               | Carlos Rodríguez  | Ineos Grenadiers                   | 8 point          |                  |
| 6.               | Enric Mas         | Movistar Team                      | 8 point          |                  |
| 7.               | Sven Erik Bystrøm | Intermarché-Wanty-Gobert Matériaux | 6 point          |                  |
| 8.               | Attila Valter     | Groupama-FDJ                       | 6 point          |                  |
| 9.               | Joan Bou          | Euskaltel-Euskadi                  | 6 point          |                  |
| 10.              | Jesús Ezquerra    | Burgos-BH                          | 6 point          |                  |

| Bjergkonkurrence | Bjergkonkurrence  | Bjergkonkurrence                   | Bjergkonkurrence | Bjergkonkurrence |
| Rytter           | Rytter            | Hold                               | Point            |                  |
| ---------------- | ----------------- | ---------------------------------- | ---------------- | ---------------- |
| 1.               | Ben King          | Human Powered Health               | 30 point         |                  |
| 2.               | Aleksandr Vlasov  | Bora-Hansgrohe                     | 14 point         |                  |
| 3.               | Jan Tratnik       | Bahrain Victorious                 | 10 point         |                  |
| 4.               | Remco Evenepoel   | Quick-Step Alpha Vinyl             | 8 point          |                  |
| 5.               | Carlos Rodríguez  | Ineos Grenadiers                   | 8 point          |                  |
| 6.               | Enric Mas         | Movistar Team                      | 8 point          |                  |
| 7.               | Sven Erik Bystrøm | Intermarché-Wanty-Gobert Matériaux | 6 point          |                  |
| 8.               | Attila Valter     | Groupama-FDJ                       | 6 point          |                  |
| 9.               | Joan Bou          | Euskaltel-Euskadi                  | 6 point          |                  |
| 10.              | Jesús Ezquerra    | Burgos-BH                          | 6 point          |                  |

| Pointkonkurrence | Pointkonkurrence   | Pointkonkurrence                   | Pointkonkurrence | Pointkonkurrence |
| Rytter           | Rytter             | Hold                               | Point            |                  |
| ---------------- | ------------------ | ---------------------------------- | ---------------- | ---------------- |
| 1.               | Fabio Jakobsen     | Quick-Step Alpha Vinyl             | 62 point         |                  |
| 2.               | Aleksandr Vlasov   | Bora-Hansgrohe                     | 50 point         |                  |
| 3.               | Elia Viviani       | Ineos Grenadiers                   | 50 point         |                  |
| 4.               | Alexander Kristoff | Intermarché-Wanty-Gobert Matériaux | 44 point         |                  |
| 5.               | Remco Evenepoel    | Quick-Step Alpha Vinyl             | 42 point         |                  |
| 6.               | Sebastián Molano   | UAE Team Emirates                  | 37 point         |                  |
| 7.               | Carlos Rodríguez   | Ineos Grenadiers                   | 36 point         |                  |
| 8.               | Matej Mohorič      | Bahrain Victorious                 | 32 point         |                  |
| 9.               | Manuel Peñalver    | Burgos-BH                          | 31 point         |                  |
| 10.              | Enric Mas          | Movistar Team                      | 30 point         |                  |

| Pointkonkurrence | Pointkonkurrence   | Pointkonkurrence                   | Pointkonkurrence | Pointkonkurrence |
| Rytter           | Rytter             | Hold                               | Point            |                  |
| ---------------- | ------------------ | ---------------------------------- | ---------------- | ---------------- |
| 1.               | Fabio Jakobsen     | Quick-Step Alpha Vinyl             | 62 point         |                  |
| 2.               | Aleksandr Vlasov   | Bora-Hansgrohe                     | 50 point         |                  |
| 3.               | Elia Viviani       | Ineos Grenadiers                   | 50 point         |                  |
| 4.               | Alexander Kristoff | Intermarché-Wanty-Gobert Matériaux | 44 point         |                  |
| 5.               | Remco Evenepoel    | Quick-Step Alpha Vinyl             | 42 point         |                  |
| 6.               | Sebastián Molano   | UAE Team Emirates                  | 37 point         |                  |
| 7.               | Carlos Rodríguez   | Ineos Grenadiers                   | 36 point         |                  |
| 8.               | Matej Mohorič      | Bahrain Victorious                 | 32 point         |                  |
| 9.               | Manuel Peñalver    | Burgos-BH                          | 31 point         |                  |
| 10.              | Enric Mas          | Movistar Team                      | 30 point         |                  |

| Ungdomskonkurrence | Ungdomskonkurrence | Ungdomskonkurrence     | Ungdomskonkurrence | Ungdomskonkurrence |
| Rytter             | Rytter             | Hold                   | Tid                |                    |
| ------------------ | ------------------ | ---------------------- | ------------------ | ------------------ |
| 1.                 | Remco Evenepoel    | Quick-Step Alpha Vinyl | 18t 57' 17"        |                    |
| 2.                 | Carlos Rodríguez   | Ineos Grenadiers       | + 4"               |                    |
| 3.                 | Pavel Sivakov      | Ineos Grenadiers       | + 1' 33"           |                    |
| 4.                 | Juan Ayuso         | UAE Team Emirates      | + 3' 56"           |                    |
| 5.                 | Maxime Chevalier   | B&B Hotels-KTM         | + 4' 35"           |                    |
| 6.                 | Attila Valter      | Groupama-FDJ           | + 4' 54"           |                    |
| 7.                 | José Félix Parra   | Equipo Kern Pharma     | + 6' 19"           |                    |
| 8.                 | Pelayo Sánchez     | Burgos-BH              | + 6' 49"           |                    |
| 9.                 | Axel Laurance      | B&B Hotels-KTM         | + 8' 17"           |                    |
| 10.                | Asbjørn Hellemose  | Trek-Segafredo         | + 10' 28"          |                    |

| Ungdomskonkurrence | Ungdomskonkurrence | Ungdomskonkurrence     | Ungdomskonkurrence | Ungdomskonkurrence |
| Rytter             | Rytter             | Hold                   | Tid                |                    |
| ------------------ | ------------------ | ---------------------- | ------------------ | ------------------ |
| 1.                 | Remco Evenepoel    | Quick-Step Alpha Vinyl | 18t 57' 17"        |                    |
| 2.                 | Carlos Rodríguez   | Ineos Grenadiers       | + 4"               |                    |
| 3.                 | Pavel Sivakov      | Ineos Grenadiers       | + 1' 33"           |                    |
| 4.                 | Juan Ayuso         | UAE Team Emirates      | + 3' 56"           |                    |
| 5.                 | Maxime Chevalier   | B&B Hotels-KTM         | + 4' 35"           |                    |
| 6.                 | Attila Valter      | Groupama-FDJ           | + 4' 54"           |                    |
| 7.                 | José Félix Parra   | Equipo Kern Pharma     | + 6' 19"           |                    |
| 8.                 | Pelayo Sánchez     | Burgos-BH              | + 6' 49"           |                    |
| 9.                 | Axel Laurance      | B&B Hotels-KTM         | + 8' 17"           |                    |
| 10.                | Asbjørn Hellemose  | Trek-Segafredo         | + 10' 28"          |                    |

### Holdkonkurrencen
| Holdkonkurrence | Holdkonkurrence       | Holdkonkurrence | Holdkonkurrence |
| Hold            | Hold                  | Tid             |                 |
| --------------- | --------------------- | --------------- | --------------- |
| 1.              | Ineos Grenadiers      | 56t 56' 00"     |                 |
| 2.              | Bahrain Victorious    | + 31"           |                 |
| 3.              | Trek-Segafredo        | + 6' 51"        |                 |
| 4.              | Astana Qazaqstan Team | + 6' 51"        |                 |
| 5.              | Movistar Team         | + 7' 02"        |                 |
| 6.              | Euskaltel-Euskadi     | + 8' 18"        |                 |
| 7.              | Israel-Premier Tech   | + 10' 09"       |                 |
| 8.              | Gazprom-RusVelo       | + 14' 41"       |                 |
| 9.              | Bora-Hansgrohe        | + 19' 39"       |                 |
| 10.             | Groupama-FDJ          | + 20' 08"       |                 |

## Hold og ryttere
| UCI WorldTeams (15)- Groupama-FDJ - Ineos Grenadiers - Trek-Segafredo - BikeExchange-Jayco - Intermarché-Wanty-Gobert Matériaux - Jumbo-Visma - Israel-Premier Tech - Astana Qazaqstan Team - Movistar Team - UAE Team Emirates - Quick-Step Alpha Vinyl - Bora-Hansgrohe - AG2R Citroën Team - Team DSM - Bahrain Victorious UCI ProTeams (8)- Burgos-BH - Caja Rural-Seguros RGA - Human Powered Health - Euskaltel-Euskadi - B&B Hotels-KTM - Bingoal Pauwels Sauces WB - Equipo Kern Pharma - Gazprom-RusVelo |
| |

### Danske ryttere
| Danske ryttere på startlisten |                         |                         |           |
| Rygnummer                     | Rytter                  | Hold                    | Placering |
| 24                            | Mikkel Frølich Honoré   | Quick-Step Alpha Vinyl  | DNS-4     |
| 27                            | Michael Mørkøv          | Quick-Step Alpha Vinyl  | 85        |
| 86                            | Christopher Juul-Jensen | Team BikeExchange-Jayco | DNS-2     |
| 103                           | Jakob Fuglsang          | Israel-Premier Tech     | 6         |
| 124                           | Asbjørn Hellemose       | Trek-Segafredo          | 40        |
| 142                           | Tobias Lund Andresen    | Team DSM                | DNS-3     |
| 146                           | Casper Pedersen         | Team DSM                | DNF-3     |

* DNF = gennemførte ikke

### Startliste
| Groupama-FDJ GFC | Groupama-FDJ GFC        | Groupama-FDJ GFC |
| ---------------- | ----------------------- | ---------------- |
| Nr.              | Rytter                  | Placering        |
| 1                | Olivier Le Gac (FRA)    | 42.              |
| 2                | Enzo Paleni (FRA)       | 105.             |
| 3                | Fabian Lienhard (SUI)   | 96.              |
| 4                | Anthony Roux (FRA)      | 55.              |
| 5                | Lars van den Berg (NED) | DNS-5            |
| 6                | Attila Valter (HUN)     | 24.              |
| 7                | Bram Welten (NED)       | 107.             |

| Movistar Team MOV | Movistar Team MOV        | Movistar Team MOV |
| ----------------- | ------------------------ | ----------------- |
| Nr.               | Rytter                   | Placering         |
| 11                | Jorge Arcas (ESP)        | 66.               |
| 12                | Iñigo Elosegui (ESP)     | 90.               |
| 13                | Juri Hollmann (GER)      | DNS-2             |
| 14                | Enric Mas (ESP)          | 4.                |
| 15                | Gregor Mühlberger (AUT)  | 41.               |
| 16                | Einer Rubio (COL)        | DNS-2             |
| 17                | Alejandro Valverde (ESP) | 5.                |

| Quick-Step Alpha Vinyl QST | Quick-Step Alpha Vinyl QST | Quick-Step Alpha Vinyl QST |
| -------------------------- | -------------------------- | -------------------------- |
| Nr.                        | Rytter                     | Placering                  |
| 21                         | Mattia Cattaneo (ITA)      | 64.                        |
| 22                         | Josef Černý (CZE)          | 117.                       |
| 23                         | Remco Evenepoel (BEL)      | 2.                         |
| 24                         | Mikkel Honoré (DEN)        | DNS-4                      |
| 25                         | Fabio Jakobsen (NED)       | 81.                        |
| 26                         | Yves Lampaert (BEL)        | 74.                        |
| 27                         | Michael Mørkøv (DEN)       | 85.                        |

| Ineos Grenadiers IGD | Ineos Grenadiers IGD         | Ineos Grenadiers IGD |
| -------------------- | ---------------------------- | -------------------- |
| Nr.                  | Rytter                       | Placering            |
| 31                   | Jonathan Castroviejo (ESP)   | 56.                  |
| 32                   | Omar Fraile (ESP) (landevej) | DNS-5                |
| 33                   | Tao Geoghegan Hart (GBR)     | 12.                  |
| 34                   | Carlos Rodríguez (ESP)       | 3.                   |
| 35                   | Pavel Sivakov (RUS)          | 9.                   |
| 36                   | Ben Swift (GBR) (landevej)   | 50.                  |
| 37                   | Elia Viviani (ITA)           | 92.                  |

| UAE Team Emirates UAD | UAE Team Emirates UAD  | UAE Team Emirates UAD |
| --------------------- | ---------------------- | --------------------- |
| Nr.                   | Rytter                 | Placering             |
| 42                    | Juan Ayuso (ESP)       | 19.                   |
| 43                    | Ryan Gibbons (RSA)     | DNS-3                 |
| 44                    | Sebastián Molano (COL) | 89.                   |
| 45                    | Jan Polanc (SLO)       | 62.                   |
| 46                    | Marc Soler (ESP)       | 18.                   |
| 47                    | Matteo Trentin (ITA)   | 80.                   |

| Jumbo-Visma TJV | Jumbo-Visma TJV        | Jumbo-Visma TJV |
| --------------- | ---------------------- | --------------- |
| Nr.             | Rytter                 | Placering       |
| 51              | Edoardo Affini (ITA)   | DNS-4           |
| 52              | David Dekker (NED)     | DNS-4           |
| 53              | Pascal Eenkhoorn (NED) | DNS-4           |
| 54              | Jos van Emden (NED)    | DNS-4           |
| 55              | Gijs Leemreize (NED)   | DNS-4           |
| 56              | Sam Oomen (NED)        | DNS-4           |
| 57              | Milan Vader (NED)      | DNS-4           |

| Bahrain Victorious TBV | Bahrain Victorious TBV         | Bahrain Victorious TBV |
| ---------------------- | ------------------------------ | ---------------------- |
| Nr.                    | Rytter                         | Placering              |
| 61                     | Yukiya Arashiro (JPN)          | 58.                    |
| 62                     | Pello Bilbao (ESP)             | 13.                    |
| 63                     | Jan Tratnik (SLO)              | 20.                    |
| 64                     | Matej Mohorič (SLO) (landevej) | 11.                    |
| 65                     | Luis León Sánchez (ESP)        | 7.                     |
| 66                     | Dylan Teuns (BEL)              | 17.                    |
| 67                     | Stephen Williams (GBR)         | DNS-2                  |

| Astana Qazaqstan Team AST | Astana Qazaqstan Team AST   | Astana Qazaqstan Team AST |
| ------------------------- | --------------------------- | ------------------------- |
| Nr.                       | Rytter                      | Placering                 |
| 71                        | Vincenzo Nibali (ITA)       | 16.                       |
| 72                        | David de la Cruz (ESP)      | 10.                       |
| 73                        | Manuele Boaro (ITA)         | 75.                       |
| 74                        | Fabio Felline (ITA)         | DNS-1                     |
| 75                        | Antonio Nibali (ITA)        | DNS-1                     |
| 76                        | Aljaksandr Rabusjenka (BLR) | 57.                       |
| 77                        | Andrej Zejts (KAZ)          | 37.                       |

| BikeExchange-Jayco BEX | BikeExchange-Jayco BEX        | BikeExchange-Jayco BEX |
| ---------------------- | ----------------------------- | ---------------------- |
| Nr.                    | Rytter                        | Placering              |
| 81                     | Lucas Hamilton (AUS)          | DNS-3                  |
| 82                     | Dion Smith (NZL)              | DNS-3                  |
| 84                     | Damien Howson (AUS)           | DNS-3                  |
| 85                     | Tsgabu Grmay (ETH)            | DNS-3                  |
| 86                     | Christopher Juul-Jensen (DEN) | DNS-2                  |
| 87                     | Kaden Groves (AUS)            | DNS-3                  |

| AG2R Citroën Team ACT | AG2R Citroën Team ACT        | AG2R Citroën Team ACT |
| --------------------- | ---------------------------- | --------------------- |
| Nr.                   | Rytter                       | Placering             |
| 91                    | Felix Gall (AUT)             | DNS-3                 |
| 92                    | Jaakko Hänninen (FIN)        | DNS-3                 |
| 93                    | Nicolas Prodhomme (FRA)      | 84.                   |
| 94                    | Michael Schär (SUI)          | 31.                   |
| 95                    | Nans Peters (FRA)            | 51.                   |
| 96                    | Gijs Van Hoecke (BEL)        | DNF-2                 |
| 97                    | Valentin Paret-Peintre (FRA) | 52.                   |

| Israel-Premier Tech IPT | Israel-Premier Tech IPT | Israel-Premier Tech IPT |
| ----------------------- | ----------------------- | ----------------------- |
| Nr.                     | Rytter                  | Placering               |
| 101                     | Jenthe Biermans (BEL)   | 68.                     |
| 102                     | Matthias Brändle (AUT)  | 115.                    |
| 103                     | Jakob Fuglsang (DEN)    | 6.                      |
| 104                     | Ben Hermans (BEL)       | 53.                     |
| 105                     | Krists Neilands (LAT)   | 87.                     |
| 106                     | Giacomo Nizzolo (ITA)   | 32.                     |
| 107                     | James Piccoli (CAN)     | 135.                    |

| Bora-Hansgrohe BOH | Bora-Hansgrohe BOH     | Bora-Hansgrohe BOH |
| ------------------ | ---------------------- | ------------------ |
| Nr.                | Rytter                 | Placering          |
| 111                | Patrick Gamper (AUT)   | 79.                |
| 112                | Wilco Kelderman (NED)  | DNS-3              |
| 113                | Jonas Koch (GER)       | 72.                |
| 114                | Ide Schelling (NED)    | 70.                |
| 115                | Aleksandr Vlasov (RUS) | 1.                 |
| 116                | Matthew Walls (GBR)    | DNF-3              |
| 117                | Ben Zwiehoff (GER)     | 32.                |

| Trek-Segafredo TFS | Trek-Segafredo TFS      | Trek-Segafredo TFS |
| ------------------ | ----------------------- | ------------------ |
| Nr.                | Rytter                  | Placering          |
| 121                | Jacopo Mosca (ITA)      | 87.                |
| 122                | Marc Brustenga (ESP)    | 109.               |
| 123                | Giulio Ciccone (ITA)    | 8.                 |
| 124                | Asbjørn Hellemose (DEN) | 40.                |
| 125                | Markus Hoelgaard (NOR)  | 30.                |
| 126                | Matteo Moschetti (ITA)  | 115.               |
| 127                | Antwan Tolhoek (NED)    | 14.                |

| Intermarché-Wanty-Gobert Matériaux IWG | Intermarché-Wanty-Gobert Matériaux IWG | Intermarché-Wanty-Gobert Matériaux IWG |
| -------------------------------------- | -------------------------------------- | -------------------------------------- |
| Nr.                                    | Rytter                                 | Placering                              |
| 131                                    | Sven Erik Bystrøm (NOR)                | 39.                                    |
| 132                                    | Barnabás Peák (HUN)                    | 88.                                    |
| 133                                    | Alexander Kristoff (NOR)               | 82.                                    |
| 134                                    | Dimitri Claeys (BEL)                   | 99.                                    |
| 135                                    | Andrea Pasqualon (ITA)                 | 63.                                    |
| 136                                    | Adrien Petit (FRA)                     | 98.                                    |
| 137                                    | Loïc Vliegen (BEL)                     | 38.                                    |

| Team DSM DSM | Team DSM DSM                  | Team DSM DSM |
| ------------ | ----------------------------- | ------------ |
| Nr.          | Rytter                        | Placering    |
| 141          | Nikias Arndt (GER)            | DNS-4        |
| 142          | Tobias Lund Andresen (DEN)    | DNS-3        |
| 143          | Leon Heinschke (GER)          | DNS-4        |
| 144          | Jonas Iversby Hvideberg (NOR) | DNS-4        |
| 145          | Marius Mayrhofer (GER)        | DNS-4        |
| 146          | Casper Pedersen (DEN)         | DNF-3        |
| 147          | Florian Stork (GER)           | DNS-4        |

| Caja Rural-Seguros RGA CJR | Caja Rural-Seguros RGA CJR | Caja Rural-Seguros RGA CJR |
| -------------------------- | -------------------------- | -------------------------- |
| Nr.                        | Rytter                     | Placering                  |
| 151                        | Mikel Nieve (ESP)          | DNF-3                      |
| 152                        | Eduard Prades (ESP)        | 69.                        |
| 153                        | Julen Amezqueta (ESP)      | 78.                        |
| 154                        | Fernando Barceló (ESP)     | 33.                        |
| 155                        | David González López (ESP) | 77.                        |
| 156                        | Jonathan Lastra (ESP)      | 25.                        |
| 157                        | Sergio Martín (ESP)        | 71.                        |

| Burgos-BH BBH | Burgos-BH BBH         | Burgos-BH BBH |
| ------------- | --------------------- | ------------- |
| Nr.           | Rytter                | Placering     |
| 161           | Ángel Madrazo (ESP)   | 114.          |
| 162           | Manuel Peñalver (ESP) | 97.           |
| 163           | Óscar Pelegrí (ESP)   | 112.          |
| 164           | Óscar Cabedo (ESP)    | 53.           |
| 165           | Pelayo Sánchez (ESP)  | 29.           |
| 166           | Jesús Ezquerra (ESP)  | 73.           |
| 167           | Daniel Navarro (ESP)  | 36.           |

| Euskaltel-Euskadi EUS | Euskaltel-Euskadi EUS    | Euskaltel-Euskadi EUS |
| --------------------- | ------------------------ | --------------------- |
| Nr.                   | Rytter                   | Placering             |
| 171                   | Xabier Azparren (ESP)    | 111.                  |
| 172                   | Ibai Azurmendi (ESP)     | 27.                   |
| 173                   | Joan Bou (ESP)           | 54.                   |
| 174                   | Antonio Jesús Soto (ESP) | 45.                   |
| 175                   | Txomin Juaristi (ESP)    | 101.                  |
| 176                   | Mikel Iturria (ESP)      | 22.                   |
| 177                   | Gotzon Martín (ESP)      | 35.                   |

| Equipo Kern Pharma EKP | Equipo Kern Pharma EKP | Equipo Kern Pharma EKP |
| ---------------------- | ---------------------- | ---------------------- |
| Nr.                    | Rytter                 | Placering              |
| 181                    | Urko Berrade (ESP)     | 47.                    |
| 182                    | José Félix Parra (ESP) | 28.                    |
| 183                    | Héctor Carretero (ESP) | DNF-1                  |
| 184                    | Iván Moreno (ESP)      | 67.                    |
| 185                    | Jaime Castrillo (ESP)  | 110.                   |
| 186                    | Álex Jaime (ESP)       | 83.                    |
| 187                    | Iván Cobo (ESP)        | 86.                    |

| Human Powered Health HPM | Human Powered Health HPM       | Human Powered Health HPM |
| ------------------------ | ------------------------------ | ------------------------ |
| Nr.                      | Rytter                         | Placering                |
| 191                      | Kristian Aasvold (NOR)         | 46.                      |
| 192                      | Stephen Bassett (USA)          | 100.                     |
| 193                      | Pier-André Côté (CAN)          | 102.                     |
| 194                      | Chad Haga (USA)                | 68.                      |
| 195                      | Ben King (USA)                 | 106.                     |
| 196                      | Joey Rosskopf (USA) (landevej) | DNF-3                    |
| 197                      | Gavin Mannion (USA)            | DNF-1                    |

| Gazprom-RusVelo GAZ | Gazprom-RusVelo GAZ    | Gazprom-RusVelo GAZ |
| ------------------- | ---------------------- | ------------------- |
| Nr.                 | Rytter                 | Placering           |
| 201                 | Ilnur Sakarin (RUS)    | DNF-3               |
| 202                 | Marco Canola (ITA)     | 95.                 |
| 203                 | José Manuel Díaz (ESP) | 21.                 |
| 204                 | Giovanni Carboni (ITA) | 26.                 |
| 205                 | Nicola Conci (ITA)     | 48.                 |
| 206                 | Andrea Piccolo (ITA)   | 94.                 |
| 207                 | Cristian Scaroni (ITA) | 44.                 |

| Bingoal Pauwels Sauces WB BWB | Bingoal Pauwels Sauces WB BWB | Bingoal Pauwels Sauces WB BWB |
| ----------------------------- | ----------------------------- | ----------------------------- |
| Nr.                           | Rytter                        | Placering                     |
| 211                           | Timothy Dupont (BEL)          | 113.                          |
| 212                           | Stanisław Aniołkowski (POL)   | 104.                          |
| 213                           | Arjen Livyns (BEL)            | 76.                           |
| 214                           | Kenny Molly (BEL)             | 60.                           |
| 215                           | Mathijs Paasschens (NED)      | 49.                           |
| 216                           | Dimitri Peyskens (BEL)        | 103.                          |
| 217                           | Laurenz Rex (BEL)             | 65.                           |

| B&B Hotels-KTM BBK | B&B Hotels-KTM BBK     | B&B Hotels-KTM BBK |
| ------------------ | ---------------------- | ------------------ |
| Nr.                | Rytter                 | Placering          |
| 221                | Alan Boileau (FRA)     | DNF-2              |
| 222                | Maxime Chevalier (FRA) | 23.                |
| 223                | Pierre Rolland (FRA)   | 61.                |
| 224                | Adrien Lagrée (FRA)    | 108.               |
| 225                | Axel Laurance (FRA)    | 34.                |
| 226                | Luca Mozzato (ITA)     | 91.                |
| 227                | Jordi Warlop (BEL)     | DNS-5              |

| Groupama-FDJ GFC | Groupama-FDJ GFC        | Groupama-FDJ GFC |
| ---------------- | ----------------------- | ---------------- |
| Nr.              | Rytter                  | Placering        |
| 1                | Olivier Le Gac (FRA)    | 42.              |
| 2                | Enzo Paleni (FRA)       | 105.             |
| 3                | Fabian Lienhard (SUI)   | 96.              |
| 4                | Anthony Roux (FRA)      | 55.              |
| 5                | Lars van den Berg (NED) | DNS-5            |
| 6                | Attila Valter (HUN)     | 24.              |
| 7                | Bram Welten (NED)       | 107.             |

| Movistar Team MOV | Movistar Team MOV        | Movistar Team MOV |
| ----------------- | ------------------------ | ----------------- |
| Nr.               | Rytter                   | Placering         |
| 11                | Jorge Arcas (ESP)        | 66.               |
| 12                | Iñigo Elosegui (ESP)     | 90.               |
| 13                | Juri Hollmann (GER)      | DNS-2             |
| 14                | Enric Mas (ESP)          | 4.                |
| 15                | Gregor Mühlberger (AUT)  | 41.               |
| 16                | Einer Rubio (COL)        | DNS-2             |
| 17                | Alejandro Valverde (ESP) | 5.                |

| Quick-Step Alpha Vinyl QST | Quick-Step Alpha Vinyl QST | Quick-Step Alpha Vinyl QST |
| -------------------------- | -------------------------- | -------------------------- |
| Nr.                        | Rytter                     | Placering                  |
| 21                         | Mattia Cattaneo (ITA)      | 64.                        |
| 22                         | Josef Černý (CZE)          | 117.                       |
| 23                         | Remco Evenepoel (BEL)      | 2.                         |
| 24                         | Mikkel Honoré (DEN)        | DNS-4                      |
| 25                         | Fabio Jakobsen (NED)       | 81.                        |
| 26                         | Yves Lampaert (BEL)        | 74.                        |
| 27                         | Michael Mørkøv (DEN)       | 85.                        |

| Ineos Grenadiers IGD | Ineos Grenadiers IGD         | Ineos Grenadiers IGD |
| -------------------- | ---------------------------- | -------------------- |
| Nr.                  | Rytter                       | Placering            |
| 31                   | Jonathan Castroviejo (ESP)   | 56.                  |
| 32                   | Omar Fraile (ESP) (landevej) | DNS-5                |
| 33                   | Tao Geoghegan Hart (GBR)     | 12.                  |
| 34                   | Carlos Rodríguez (ESP)       | 3.                   |
| 35                   | Pavel Sivakov (RUS)          | 9.                   |
| 36                   | Ben Swift (GBR) (landevej)   | 50.                  |
| 37                   | Elia Viviani (ITA)           | 92.                  |

| UAE Team Emirates UAD | UAE Team Emirates UAD  | UAE Team Emirates UAD |
| --------------------- | ---------------------- | --------------------- |
| Nr.                   | Rytter                 | Placering             |
| 42                    | Juan Ayuso (ESP)       | 19.                   |
| 43                    | Ryan Gibbons (RSA)     | DNS-3                 |
| 44                    | Sebastián Molano (COL) | 89.                   |
| 45                    | Jan Polanc (SLO)       | 62.                   |
| 46                    | Marc Soler (ESP)       | 18.                   |
| 47                    | Matteo Trentin (ITA)   | 80.                   |

| Jumbo-Visma TJV | Jumbo-Visma TJV        | Jumbo-Visma TJV |
| --------------- | ---------------------- | --------------- |
| Nr.             | Rytter                 | Placering       |
| 51              | Edoardo Affini (ITA)   | DNS-4           |
| 52              | David Dekker (NED)     | DNS-4           |
| 53              | Pascal Eenkhoorn (NED) | DNS-4           |
| 54              | Jos van Emden (NED)    | DNS-4           |
| 55              | Gijs Leemreize (NED)   | DNS-4           |
| 56              | Sam Oomen (NED)        | DNS-4           |
| 57              | Milan Vader (NED)      | DNS-4           |

| Bahrain Victorious TBV | Bahrain Victorious TBV         | Bahrain Victorious TBV |
| ---------------------- | ------------------------------ | ---------------------- |
| Nr.                    | Rytter                         | Placering              |
| 61                     | Yukiya Arashiro (JPN)          | 58.                    |
| 62                     | Pello Bilbao (ESP)             | 13.                    |
| 63                     | Jan Tratnik (SLO)              | 20.                    |
| 64                     | Matej Mohorič (SLO) (landevej) | 11.                    |
| 65                     | Luis León Sánchez (ESP)        | 7.                     |
| 66                     | Dylan Teuns (BEL)              | 17.                    |
| 67                     | Stephen Williams (GBR)         | DNS-2                  |

| Astana Qazaqstan Team AST | Astana Qazaqstan Team AST   | Astana Qazaqstan Team AST |
| ------------------------- | --------------------------- | ------------------------- |
| Nr.                       | Rytter                      | Placering                 |
| 71                        | Vincenzo Nibali (ITA)       | 16.                       |
| 72                        | David de la Cruz (ESP)      | 10.                       |
| 73                        | Manuele Boaro (ITA)         | 75.                       |
| 74                        | Fabio Felline (ITA)         | DNS-1                     |
| 75                        | Antonio Nibali (ITA)        | DNS-1                     |
| 76                        | Aljaksandr Rabusjenka (BLR) | 57.                       |
| 77                        | Andrej Zejts (KAZ)          | 37.                       |

| BikeExchange-Jayco BEX | BikeExchange-Jayco BEX        | BikeExchange-Jayco BEX |
| ---------------------- | ----------------------------- | ---------------------- |
| Nr.                    | Rytter                        | Placering              |
| 81                     | Lucas Hamilton (AUS)          | DNS-3                  |
| 82                     | Dion Smith (NZL)              | DNS-3                  |
| 84                     | Damien Howson (AUS)           | DNS-3                  |
| 85                     | Tsgabu Grmay (ETH)            | DNS-3                  |
| 86                     | Christopher Juul-Jensen (DEN) | DNS-2                  |
| 87                     | Kaden Groves (AUS)            | DNS-3                  |

| AG2R Citroën Team ACT | AG2R Citroën Team ACT        | AG2R Citroën Team ACT |
| --------------------- | ---------------------------- | --------------------- |
| Nr.                   | Rytter                       | Placering             |
| 91                    | Felix Gall (AUT)             | DNS-3                 |
| 92                    | Jaakko Hänninen (FIN)        | DNS-3                 |
| 93                    | Nicolas Prodhomme (FRA)      | 84.                   |
| 94                    | Michael Schär (SUI)          | 31.                   |
| 95                    | Nans Peters (FRA)            | 51.                   |
| 96                    | Gijs Van Hoecke (BEL)        | DNF-2                 |
| 97                    | Valentin Paret-Peintre (FRA) | 52.                   |

| Israel-Premier Tech IPT | Israel-Premier Tech IPT | Israel-Premier Tech IPT |
| ----------------------- | ----------------------- | ----------------------- |
| Nr.                     | Rytter                  | Placering               |
| 101                     | Jenthe Biermans (BEL)   | 68.                     |
| 102                     | Matthias Brändle (AUT)  | 115.                    |
| 103                     | Jakob Fuglsang (DEN)    | 6.                      |
| 104                     | Ben Hermans (BEL)       | 53.                     |
| 105                     | Krists Neilands (LAT)   | 87.                     |
| 106                     | Giacomo Nizzolo (ITA)   | 32.                     |
| 107                     | James Piccoli (CAN)     | 135.                    |

| Bora-Hansgrohe BOH | Bora-Hansgrohe BOH     | Bora-Hansgrohe BOH |
| ------------------ | ---------------------- | ------------------ |
| Nr.                | Rytter                 | Placering          |
| 111                | Patrick Gamper (AUT)   | 79.                |
| 112                | Wilco Kelderman (NED)  | DNS-3              |
| 113                | Jonas Koch (GER)       | 72.                |
| 114                | Ide Schelling (NED)    | 70.                |
| 115                | Aleksandr Vlasov (RUS) | 1.                 |
| 116                | Matthew Walls (GBR)    | DNF-3              |
| 117                | Ben Zwiehoff (GER)     | 32.                |

| Trek-Segafredo TFS | Trek-Segafredo TFS      | Trek-Segafredo TFS |
| ------------------ | ----------------------- | ------------------ |
| Nr.                | Rytter                  | Placering          |
| 121                | Jacopo Mosca (ITA)      | 87.                |
| 122                | Marc Brustenga (ESP)    | 109.               |
| 123                | Giulio Ciccone (ITA)    | 8.                 |
| 124                | Asbjørn Hellemose (DEN) | 40.                |
| 125                | Markus Hoelgaard (NOR)  | 30.                |
| 126                | Matteo Moschetti (ITA)  | 115.               |
| 127                | Antwan Tolhoek (NED)    | 14.                |

| Intermarché-Wanty-Gobert Matériaux IWG | Intermarché-Wanty-Gobert Matériaux IWG | Intermarché-Wanty-Gobert Matériaux IWG |
| -------------------------------------- | -------------------------------------- | -------------------------------------- |
| Nr.                                    | Rytter                                 | Placering                              |
| 131                                    | Sven Erik Bystrøm (NOR)                | 39.                                    |
| 132                                    | Barnabás Peák (HUN)                    | 88.                                    |
| 133                                    | Alexander Kristoff (NOR)               | 82.                                    |
| 134                                    | Dimitri Claeys (BEL)                   | 99.                                    |
| 135                                    | Andrea Pasqualon (ITA)                 | 63.                                    |
| 136                                    | Adrien Petit (FRA)                     | 98.                                    |
| 137                                    | Loïc Vliegen (BEL)                     | 38.                                    |

| Team DSM DSM | Team DSM DSM                  | Team DSM DSM |
| ------------ | ----------------------------- | ------------ |
| Nr.          | Rytter                        | Placering    |
| 141          | Nikias Arndt (GER)            | DNS-4        |
| 142          | Tobias Lund Andresen (DEN)    | DNS-3        |
| 143          | Leon Heinschke (GER)          | DNS-4        |
| 144          | Jonas Iversby Hvideberg (NOR) | DNS-4        |
| 145          | Marius Mayrhofer (GER)        | DNS-4        |
| 146          | Casper Pedersen (DEN)         | DNF-3        |
| 147          | Florian Stork (GER)           | DNS-4        |

| Caja Rural-Seguros RGA CJR | Caja Rural-Seguros RGA CJR | Caja Rural-Seguros RGA CJR |
| -------------------------- | -------------------------- | -------------------------- |
| Nr.                        | Rytter                     | Placering                  |
| 151                        | Mikel Nieve (ESP)          | DNF-3                      |
| 152                        | Eduard Prades (ESP)        | 69.                        |
| 153                        | Julen Amezqueta (ESP)      | 78.                        |
| 154                        | Fernando Barceló (ESP)     | 33.                        |
| 155                        | David González López (ESP) | 77.                        |
| 156                        | Jonathan Lastra (ESP)      | 25.                        |
| 157                        | Sergio Martín (ESP)        | 71.                        |

| Burgos-BH BBH | Burgos-BH BBH         | Burgos-BH BBH |
| ------------- | --------------------- | ------------- |
| Nr.           | Rytter                | Placering     |
| 161           | Ángel Madrazo (ESP)   | 114.          |
| 162           | Manuel Peñalver (ESP) | 97.           |
| 163           | Óscar Pelegrí (ESP)   | 112.          |
| 164           | Óscar Cabedo (ESP)    | 53.           |
| 165           | Pelayo Sánchez (ESP)  | 29.           |
| 166           | Jesús Ezquerra (ESP)  | 73.           |
| 167           | Daniel Navarro (ESP)  | 36.           |

| Euskaltel-Euskadi EUS | Euskaltel-Euskadi EUS    | Euskaltel-Euskadi EUS |
| --------------------- | ------------------------ | --------------------- |
| Nr.                   | Rytter                   | Placering             |
| 171                   | Xabier Azparren (ESP)    | 111.                  |
| 172                   | Ibai Azurmendi (ESP)     | 27.                   |
| 173                   | Joan Bou (ESP)           | 54.                   |
| 174                   | Antonio Jesús Soto (ESP) | 45.                   |
| 175                   | Txomin Juaristi (ESP)    | 101.                  |
| 176                   | Mikel Iturria (ESP)      | 22.                   |
| 177                   | Gotzon Martín (ESP)      | 35.                   |

| Equipo Kern Pharma EKP | Equipo Kern Pharma EKP | Equipo Kern Pharma EKP |
| ---------------------- | ---------------------- | ---------------------- |
| Nr.                    | Rytter                 | Placering              |
| 181                    | Urko Berrade (ESP)     | 47.                    |
| 182                    | José Félix Parra (ESP) | 28.                    |
| 183                    | Héctor Carretero (ESP) | DNF-1                  |
| 184                    | Iván Moreno (ESP)      | 67.                    |
| 185                    | Jaime Castrillo (ESP)  | 110.                   |
| 186                    | Álex Jaime (ESP)       | 83.                    |
| 187                    | Iván Cobo (ESP)        | 86.                    |

| Human Powered Health HPM | Human Powered Health HPM       | Human Powered Health HPM |
| ------------------------ | ------------------------------ | ------------------------ |
| Nr.                      | Rytter                         | Placering                |
| 191                      | Kristian Aasvold (NOR)         | 46.                      |
| 192                      | Stephen Bassett (USA)          | 100.                     |
| 193                      | Pier-André Côté (CAN)          | 102.                     |
| 194                      | Chad Haga (USA)                | 68.                      |
| 195                      | Ben King (USA)                 | 106.                     |
| 196                      | Joey Rosskopf (USA) (landevej) | DNF-3                    |
| 197                      | Gavin Mannion (USA)            | DNF-1                    |

| Gazprom-RusVelo GAZ | Gazprom-RusVelo GAZ    | Gazprom-RusVelo GAZ |
| ------------------- | ---------------------- | ------------------- |
| Nr.                 | Rytter                 | Placering           |
| 201                 | Ilnur Sakarin (RUS)    | DNF-3               |
| 202                 | Marco Canola (ITA)     | 95.                 |
| 203                 | José Manuel Díaz (ESP) | 21.                 |
| 204                 | Giovanni Carboni (ITA) | 26.                 |
| 205                 | Nicola Conci (ITA)     | 48.                 |
| 206                 | Andrea Piccolo (ITA)   | 94.                 |
| 207                 | Cristian Scaroni (ITA) | 44.                 |

| Bingoal Pauwels Sauces WB BWB | Bingoal Pauwels Sauces WB BWB | Bingoal Pauwels Sauces WB BWB |
| ----------------------------- | ----------------------------- | ----------------------------- |
| Nr.                           | Rytter                        | Placering                     |
| 211                           | Timothy Dupont (BEL)          | 113.                          |
| 212                           | Stanisław Aniołkowski (POL)   | 104.                          |
| 213                           | Arjen Livyns (BEL)            | 76.                           |
| 214                           | Kenny Molly (BEL)             | 60.                           |
| 215                           | Mathijs Paasschens (NED)      | 49.                           |
| 216                           | Dimitri Peyskens (BEL)        | 103.                          |
| 217                           | Laurenz Rex (BEL)             | 65.                           |

| B&B Hotels-KTM BBK | B&B Hotels-KTM BBK     | B&B Hotels-KTM BBK |
| ------------------ | ---------------------- | ------------------ |
| Nr.                | Rytter                 | Placering          |
| 221                | Alan Boileau (FRA)     | DNF-2              |
| 222                | Maxime Chevalier (FRA) | 23.                |
| 223                | Pierre Rolland (FRA)   | 61.                |
| 224                | Adrien Lagrée (FRA)    | 108.               |
| 225                | Axel Laurance (FRA)    | 34.                |
| 226                | Luca Mozzato (ITA)     | 91.                |
| 227                | Jordi Warlop (BEL)     | DNS-5              |